# Gergana Petrova
Gergana Petrova (búlgaro: Гергана Петрова) (1 de marzo de 1990) es una jugadora de voleibol de Bulgaria. Es internacional con la Selección femenina de voleibol de Bulgaria con la que jugó el Grand Prix de Voleibol de 2014. A nivel de clubes juega en el Levski Sofia.